# James Black Groome
James Black Groome (ur. 4 kwietnia 1838, zm. 5 października 1893 w Baltimore) – amerykański polityk z Maryland, członek Partii Demokratycznej. W latach 1874–1876 piastował stanowisko gubernatora stanu Maryland. W latach 1879–1885 reprezentował stan Maryland w Senacie Stanów Zjednoczonych.